# Турска окупация на Кипър
Турската окупация на Кипър с кодово название Операция „Атила“ започва на 15 юли 1974 г., когато въоръжените сили на Турция дебаркират в северната част на остров Кипър. Това се случва 5 дни след преврата, организиран от хунтата в Гърция и извършен от кипърската армия, в сътрудничество с ЕОКА-Б. Тогава кипърският президент архиепископ Макариос III Кипърски е свален и на негово място на длъжността е поставен Никос Сампсон, който е с убеждения за еносис. Целта на самия преврат е присъединяване на острова към Гърция и обявяване на Гръцка Република Кипър.

## Военни действия

### Преврат от юли 1974 г.
През пролетта на 1974 г. службите за сигурност на Република Кипър разкриват, че ЕОКА-В с подкрепата на режима в Гърция подготвя държавен преврат срещу президента Макариос III Кипърски. Черните полковници в Атина идват през 1967 г. на власт чрез военен преврат, който е осъден от цяла Европа, но има подкрепата на САЩ.
На 2 юли 1974 г. президентът Макариос пише отворено писмо до гръцкия президент Феедон Гизикис, в което се казва, че „кадри на гръцката военна хунта подкрепят дейността на терористичната организация EOKA-В“. Наредено е Гърция да премахне 600 гръцки офицери от кипърската национална гвардия. Незабавно следва отговор от гръцкото правителство да бъде извършен преврат. На 15 юли 1974 г. части на кипърската национална гвардия, предвождани от гръцки офицери, свалят правителството.
Макариос едва се спасява при атаката. Той бяга от президентската си резиденция през задната врата и заминава за Пафос, където британците го чакат с хеликоптер в следобедните часове на 16 юли, и го транспортират от Акротири до Малта, а след още един ден и до Лондон.
В същото време, Никос Сампсон е обявен за временен президент на новото правителство. Сампсон е гръцки ултранационалист, за когото е известно, че е фанатично анти-турски настроен и е участвал в насилията срещу турски граждани в предишни конфликти. Неговото правителство съобщава по радиото, че Макариос е убит, но всъщност е жив и е в Лондон. От там той опровергава тези твърдения.

### Първа турска инвазия, юли 1974
Турция напада Кипър в събота, 20 юли 1974 г. Тежко въоръжени войници дебаркират малко преди зазоряване в Кирения на северното крайбрежие, като срещат съпротива от страна на гръцки и кипърско-гръцки сили. Анкара заявява, че се позовава на правото си по Договора за гаранция за защитата на кипърските турци и се стреми да гарантира независимостта на Кипър. Операцията с кодово име „Атила“, е известна в северната турска част на острова и в Турция като „Операция за мир“.
По това време, когато Съветът за сигурност на ООН решава прекратяване на огъня, на 22 юли турските сили, нарушавайки Резолюция 353, са поели контрола между Кирения и Никозия, което представлява 3% от територията на Кипър.
На 20 юли, 10 000 жители кипърски турци от Лимасол се предават на кипърската национална гвардия. След това, според свидетели кипърски турци и кипърски гърци, жилищата на турците са опожарени, жените изнасилени, а децата застреляни. 1300 кипърски турци са затворени в затворнически лагер.

### Падане на гръцката хунта и мирни преговори
На 23 юли 1974 г. гръцката военна хунта пада от власт, главно заради събитията в Кипър. Гръцките политически лидери в изгнание, се завръщат в страната. На 24 юли 1974 г. Константинос Георгиу Караманлис се завръща от Париж и полага клетва като министър-председател. Той решава Гърция да не влиза във войната.
Първите мирни преговори се провеждат в Женева, Швейцария, между 25 и 30 юли 1974 г. Джеймс Калахан, британският външен министър, е призован на конференцията на трите страни-гаранти. Там те излизат с декларация, че турската окупационна зона не трябва да продължава, турските анклави трябва незабавно да бъдат евакуирани от гърците, и следващата конференция трябва да се проведе в Женева с двете кипърски общности присъстващи за възстановяване на мира и повторното установяване на конституционното управление. В очакване на това са направени две предложения, едното – конституцията от 1960 г. да се запази, а другото – да бъде премахната. Турският вицепрезидент е призован да възобнови своите функции, но също така се отбелязва, „съществуването на практика на две автономни администрации, тази на кипърско-гръцката общност и на общността на кипърските турци“. По това време се провежда втората конференция в Женева, на 14 август 1974 г. Тя получава международна симпатия (която е на страната на турците при първата атака), която е на страната на Гърция и нейната възстановена демокрация. На втория тур от мирните преговори, Турция иска от кипърското правителство да приеме план за федерална държава и размяна на население. Когато действащият президент Клиридис иска от 36 до 48 часа, за да се консултира с Атина и с кипърските лидери, турският външен министър отхвърля тази възможност на основанието, че Макариос и другите ще го използват, за да спечелят време.

### Втора турска инвазия, 14 – 16 август 1974
Турският външен министър Туран Гюнеш казва в разговор с премиера Бюлент Еджевит „Когато кажа „Айше трябва да отиде на почивка“* [на турски: Ayşe Tatile Çıksın), това ще означава, че нашите въоръжени сили са готови за действие. Дори ако телефонната линия е подслушвана, няма да се породят никакви съмнения“. Час и половина по-късно, Туран Гюнеш позвънява на Еджевит и казва кодовата фраза. На 14 август Турция започва втората инвазия, която води до окупирането на 40% от острова. Британският външен министър Джеймс Калахан разкрива, че секретарят на САЩ Хенри Кисинджър оказва „вето“ на решението за британски военни действия, насочени към предотвратяване на турското нашествие. 40% от територията попада под турска окупация на юг чак до Лурузиня.
При този развой на събитията много кипърски гърци стават бежанци в собствената си страна. Броят на бежанците е между 140 000 и 160 000. Линията за прекратяване на огъня от 1974 г. разделя двете общности на острова, и е известна като Зелената линия. След конфликта кипърски представители и Организацията на обединените нации дават съгласието си за прехвърляне на не напуснали домовете си и останали 51 000 кипърски турци, в южната част на страната, да се заселят в северната част, ако искат да го направят.
Съветът за сигурност на ООН оспорва легитимността на действията на Турция, тъй като чл. четвърти от Договора за гарантиране дава право на гаранта да предприеме действия, единствено с цел за повторно установяване на предишните граници. В резултат от нашествието на Турция, обаче, суверенитетът и териториалната цялост на републиката не се запазва, а има обратен ефект – фактически сепаратизъм на страната и създаване на отделна политическа единица на север. На 13 февруари 1975 г., в отговор на всеобщото осъждане от международната общност (Резолюция 367 на Съвета за сигурност на ООН), Турция обявява окупираните райони на Република Кипър за „Федерална турска държава“. ООН признава суверенитета на Република Кипър в съответствие с приетите условия на нейната независимост от 1960 г. Конфликтът продължава да засяга отношенията на Турция с Кипър, Гърция и Европейския съюз.
*заб.: Айше е дъщерята на Туран Гюнеш

## Жестокости и нарушаване на човешки права
Жестокостите и/или нарушените човешки права на цивилните гръцки и турски общности.

### Срещу кипърски турци
Жестокости срещу общността на кипърските турци са извършени по време на нахлуването на Турция на острова. В клането в Марата, Санталарис и Алода на 14 август 1974 г. са убити 126 души. ООН описва зверството като престъпление срещу човечеството. В Тохни са убити 85 турски жители. The Washington Post пише за друг случай, в който се казва, че: „В гръцко нападение над малко турско село близо до Лимасол, 36 души от общо 200 са убити. Гърците са дали заповед те да бъдат убити, преди пристигането на турската армия.“
В Лимасол, след падането на турския анклав във владение на кипърската национална гвардия, той е опожарен.

### Срещу кипърски гърци
Турция е призната за виновна от Европейската комисия по правата на човека за изселване на хора, лишаване от свобода, малтретиране, лишаване от живот и лишаване от собственост. Турската политика на насилие принуждава 1/3 от гръцкото население на острова да напусне домовете си в окупираната северна част, възпрепятства тяхното завръщане като заселва там турци от континента. Това бива разглеждано като етническо прочистване.
През 1976 г. и отново през 1983 г., Европейската комисия по правата на човека намира Турция за виновна в повтарящи се нарушения на Европейската конвенция за защита правата на човека и основните свободи. Турция е обвинена за възпрепятстване връщането на кипърските гръцки бежанци в техните домове. Европейската комисия за доклади за правата на човека от 1976 г. и 1983 г. заявява следното:
| „ | Установява нарушения на редица членове на Конвенцията, Комисията отбелязва, че действията, които нарушават Конвенцията са насочени изключително срещу членове на една от двете общности в Кипър, а именно гръцката кипърска общност. Тя завършва с единадесет гласа на три, че Турция по този начин не може да осигури правата и свободите, провъзгласени в тези членове, без дискриминация на основата на етнически произход, раса, религия, както се изисква по силата на член 14 от Конвенцията. | “ |

Гръцкият анклав на полуостров Карпасия през 1975 г. е подложен на насилие от страна на турците до нарушаване на човешките им права до толкова, че през 2001 г., когато Европейският съд по правата на човека постановява, Турция за виновна за нарушаването на чл. 14 на Европейската конвенция за правата на човека в неговото решение в случая Кипър срещу Турция (жалба №. 25781/94). В същото решение, Турция е призната за виновна и в нарушаване на правата на кипърските турци, като се позовава на процеса срещу цивилни граждани от военен съд.
Европейската комисия по правата на човека с 12 гласа срещу 1, приема доказателствата от Република Кипър, относно изнасилванията на различни кипърски жени от турски войници и мъчения на много кипърски затворници по време на инвазията на острова. Високият процент на изнасилването е довело до временно разрешение на абортите в Кипър от консервативната кипърска православна църква. На полуостров Карпасия група от кипърски турци, наречена „Смъртоносен отряд“, според сведенията избира млади момичета за изнасилвания и забременявания. Има случаи на изнасилвания, които са включени в графа „групови изнасилвания“, на тийнейджърки от турски войници и кипърски турци на полуострова, както и случаи, в които са изнасилвани възрастни кипърски мъже от кипърски турци.

### Безследно изчезнали
Въпросът за изчезналите души в Кипър взима нов обрат през лятото на 2007 г., когато под егидата на ООН, Комитета за безследно изчезналите лица (CMP), започва връщането на останките на неидентифицирани изчезнали лица на техните семейства.
Целият процес се изпълнява от двуобщностните екипи от кипърски гърци и кипърски турски учени (археолози, антрополози и генетици) под общата отговорност на Комитета за безследно изчезналите лица. До края на 2007 г., 57 лица са идентифицирани и останките им върнати на техните семейства. Списъкът на изчезналите лица на Република Кипър потвърждава, че 83 кипърски турци са изчезнали в Тохни на 14 август 1974 г. Също така, в резултат на инвазията, над 2000 кипърски гърци са взети за военнопленници от Турция и запратени в турски затвори. Някои от тях не са били освободени и са изчезнали. По-специално, на Комисията за безследно изчезналите лица в Кипър, която работи под егидата на Организацията на обединените нации, е възложено да разследва около 1600 случая на изчезнали кипърски гърци.

### Унищожаване на културно наследство
През 1989 г. правителството на Кипър осъжда американски търговец на изкуство за връщането на четири редки византийски мозайки от шести век. Кипър печели делото, и мозайките в крайна сметка са върнати. През октомври 1997 г., Айдин Дикмен, който продава мозайките, е арестуван в Германия при полицейска акция и е установено, че са в скривалище, където се намирали още мозайки, стенописи и икони, датиращи от 6-и, 12-и и 15 век, на стойност над $ 50 милиона. Мозайките, изобразяващи Апостолите Тадей и Тома, както и Страшния съд и Дървото на Исая, са свалени от стените на манастира Антифонитис, построен между 12-и и 15 век. Стенописите намерени в притежание на Дикмен, включват и такива от Църквата Панагия в Аканту, които са от 11-и и 12 век и са свалени от там.
Според кипърски твърдение, през 1974 г. 55 църкви са превърнати в джамии, а други 50 църкви и манастири са превърнати в обори, складове, хостели, музеи, или са били разрушени. Според говорителят на правителството на Севернокипърската турска република, това е било направено за да се запазят сградите от разрушаване.
През януари 2011 г., британският певец Бой Джордж връща на църквата на Кипър икона от 18 век на Исус Христос, която е закупил без да знае нейният произход. Иконата, която е красила домът му в продължение на 26 години, е била открадната от църквата Св. Харалампус от село Нео Хорйо, близо до Китрея през 1974 г. Иконата е забелязана от църковни служители по време на телевизионно интервю на Бой Джордж от неговия дом. Църквата се свърза с певеца, който се съгласява да я върне.

## Последици

### Създаване на Севернокипърска турска република
През 1983 г. кипърско-турското народно събрание обявява независимостта на Севернокипърската турска република. Веднага след тази декларация Великобритания свиква заседание на Съвета за сигурност на ООН, който да обяви декларацията като „нелигитимна“. Резолюция 541 на Съвета за сигурност на ООН от 1983 г. определя „опита за създаване на Севернокипърска турска република за невалиден, като това ще допринесе за влошаване на ситуацията в Кипър“. Тя продължава като „счита, декларацията, посочена по-горе като правно невалидна и призовава за нейното оттегляне“.
На следващата година, Резолюция 550 на Съвета за сигурност на ООН осъжда „обменът на посланици“ между Турция и СКТР и „счита опитите за заселване на всяка част на Вароша (Варосия) от хора, различни от жителите му като недопустими и призовава за прехвърлянето на тази зона към администрацията на ООН“.
Нито Турция, нито СКТР спазват горните резолюции и Вароша остава необитаем.
На 22 юли 2010 г., Международния съд на ООН решава, че „Международното право не съдържа забрана на декларации за независимост“. В отговор на това, германският външен министър Гидо Вестервеле заявява, че „няма нищо общо с каквито и да било други случаи в света“, включително Кипър.

### Продължаващи преговори
Решенията на Съвета за сигурност на ООН за незабавно и безусловно изтегляне на всички чуждестранни войски от Кипър и безопасното завръщане на бежанците по домовете им не са изпълнени от Турция и СКТР. Турция и СКТР отстояват своята позиция, като посочват, че всяко такова оттегляне би довело до възобновяване на междуетническите сблъсъци.
Преговорите за намиране на решение на кипърския конфликт, се провеждат с прекъсвания от 1964 г. насам. Между 1974 г. и 2002 г., кипърската турска страна отказва балансирано решение. От 2002 г. ситуацията е обърната, според служители на САЩ и Великобритания, кипърско-гръцката страна отхвърля план, който призовава за разпад на Република Кипър без гаранции, че турските окупационни сили ще бъдат изтеглени. Последният План Анан за обединяване на острова, е одобрен от Съединените щати, Великобритания и Турция и приет с референдум от кипърските турци, но с голямо мнозинство е отхвърлен на успореден референдум от кипърските гърци, след като политиците и Гръцката православна църква призовават населението да гласува с Не.
Кипърските гърци отхвърлят плана на ООН с референдум през април 2004 г. На 24 април 2004 г., кипърските гърци отхвърлят с разлика от три към едно плана, предложен от генералния секретар на ООН Кофи Анан за уреждане на кипърския въпрос. Планът, който е одобрен от две към едно от кипърските турци в отделен, но паралелен референдум, трябва да създаде Обединена Република Кипър и да гарантира, че целият остров ще се възползва от предимствата на влизането на Кипър в Европейския съюз на 1 май 2004 г. Планът трябва да създаде нова република, състояща се кипърско-гръцка конституционна държава и кипърско-турска такава, които да са свързани с федерално правителство. Повече от половината от кипърските гърци, които са били изселени през 1974 г. и техните потомци ще си върнат къщите и земите и ще живеят в тях под кипърско-гръцка администрация в срок от 31/2 до 42 месеца след влизането в сила на плана. За тези от тях, чиято собственост не може да бъде върната, са предвидени парични компенсации.
Целият остров се присъединява към ЕС на 1 май 2004 г. все още разделен, въпреки че правото на общността на ЕС – общите права и задължения, важат само за зоните под прекия контрол на правителството, и се спират за териториите окупирани от турската армия и администрирани от кипърските турци. Въпреки това, отделни кипърски турци могат да документират тяхното желание за получаване на гражданство на Република Кипър, като законно да се ползват със същите права, предоставени на другите граждани на държави от Европейския съюз. Никозия продължава да се противопоставя на усилията на ЕС да установи преки търговски и икономически връзки със СКТР, като начин за насърчаване на кипърските турци да продължат да подкрепят разрешаването на кипърския конфликт.

### Заселване на турци
В резултат на турското нашествие, Парламентарната асамблея на Съвета на Европа заявява, че демографската структура на острова непрекъснато се променя, което е в резултат на умишлената политика на турците. След окупацията на Северен Кипър, цивилни заселници от Турция започват да пристигат на острова. Въпреки липсата на консенсус относно точните цифри, всички заинтересовани страни признават, че турските граждани започват да се заселват в северната част на острова през 1975 г. Предположено е, че над 120 000 заселници са дошли в Кипър от континенталната част на Турция. Това е нарушение на чл. 49 от Четвъртата Женевска конвенция, която забранява на окупатора прехвърляне или депортиране на части от собственото си цивилно население в окупирана територия.
Резолюция на ООН 1987/19 (1987 г.) на „Подкомисия за защита от дискриминация и защита на малцинствата“, която е приета на 2 септември 1987 г., иска „пълното възстановяване на всички права на човека към цялото население на Кипър, включително свобода на движение, свобода на заселване и право на собственост“ и изразява „безпокойство си в политиката и практиката на транспортирането на заселници в окупираните територии на Кипър, което представлява форма на колониализъм и опити да бъде нелигитмно променена демографската структура на Кипър“.
В доклад, изготвен от Мете Хатай от името на PRIO, мирен център на Осло, е установено, че броят на турските заселници от континента на север, които са получили право на глас е 37 000. Тази цифра обаче изключва тези, които са женени за кипърски турци или пълнолетни деца на континентални заселници, както и всички непълнолетни. В доклада също така се предполага, че броят на континенталните турци, които не са получили право на глас, и са определени като такива с „непостоянен адрес“ е 105 000.

### Американско оръжейно ембарго върху Турция и Кипър
След събитията от 1974 г., САЩ прилага ембарго върху оръжията на Турция и Република Кипър. Ембаргото над Турция е вдигнато 3 години по-късно от президента Джими Картър, но това над Кипър все още е в сила.